# The Haunted
The Haunted este o formație heavy metal înființată în 1996 în Göteborg, Suedia. Membri originali erau Patrik Jensen (membru la trupa Witchery) (chitara), Jonas Björler (bas), Adrian Erlandsson (baterie), Peter Dolving (voce) și Anders Björler (chitara). Amândoi frații Björler și Erlandsson au fost membri ai formației de Death metal melodic At the Gates, o forță și o pionieră a scenei regionale de death metal din Suedia. Aproape toți membri trupei (membri și ex-membri) sunt din Göteborg, Suedia, excepție făcând Patrik Jensen (Linköping, Suedia), Möller Jensen (Danemarca) și Marco Aro (Finlanda).

## Istoric

### The Haunted (1996 – 2000)
Trupa și-a lansat primul album de studio auto-numit The Haunted (album), prin intermediul casei de discuri Earache Records, în 1998. Înainte de asta ei au lansat un demo numit Demo '97, în 1997. Debutul trupei a fost presărat și cu titlul de Newcomer of the Year, acordat de mai multe reviste, albumul lor fiind numit Albumul anului de către revista Terrorizer. Trupa și-a făcut un debut live respectabil cântând pe scena regională Gothemburg, și cântând într-un turneu în Marea Britanie cu Napalm Death. După lansarea albumului Peter Dolving și Adrian Erlandsson au părăsit trupa în 1999.
Totuși trupa i-a însoțit pe cei de la Cradle of Filth.

### The Haunted Made Me Do It (2000 – 2003)
Marco Aro a fost recrutat în trupă ca și vocalist și Per Möller Jensen la baterie. Al doilea lor album, The Haunted Made Me Do It a fost lansat în 2000, este mai melodic și a arătat mai multe influențe din genul Gothemburg (inspirat de la trupa At The Gates, etc.) decât The Haunted care este un album de Thrash Metal old-school. Original numit "Made Me Do It" s-a schimbat numele în The Haunted Made Me Do It, deoarece era important pentru trupa. The Haunted Made Me Do It a stat 4 săptămâni pe primele poziții ale Loud Rock Radio Chart și a primit un premiu Grammy Suedez pentru Best Hard Rock Album (cel mai bun album Hard Rock). Albumul a fost urmat de un tur prin Europa cu trupele Entombed și Nile, The Crown în UK și In Flames în Japonia. Trupa a cântat la festivaluri precum 2000 Decibel, Hultsfred (în Suedia), Graspop (Belgia), și Wacken Open Air (Germania). Imediat trupa și-a lansat primul album live denumit Live Rounds in Tokyo.

### One Kill Wonder (2003 – 2004)
Următorul album a fost lansat în februarie 2003 și a fost denumit One Kill Wonder. The Haunted și-au dărâmat propriul record, noul album, stând 5 săptămâni în topul Loud Rock Radio Chart. Alternative Press a apreciat trupa ca fiind una din cele mai importante 25 de trupe de Metal. A rezultat faptul că albumul a intrat (sau chiar a dominat) top-urile din mai multe țări, astfel că trupa a început primele turnee prin Australia și prin Africa de Sud, a mai luat parte la un turneu în Japonia și a mai primit un Grammy. După un alt turneu prin Scandinavia, America de Nord, Regatul Unit și Europa în toamna lui 2003. Tot prin acea perioadă despărțirea vocalistului Marco Aro a venit ca un șoc, dar a deschis posibilitatea de a-l reintegra pe vocalistul original al trupei, Peter Dolving.
Melodia D.O.A. de pe acest album a devenit disponibilă de descărcat pentru jocurile Rock Band, de pe Xbox 360's Xbox Live Marketplace, și de pe PlayStation 3's PlayStation Network în anul 2008 prin martie. Melodia Shadow World, de pe acest album va fi disponibilă pentru descărcare în viitorul apropiat.

### Revolver (2004 – 2006)
Al doilea album cu Peter Dolving, și al patrulea album al trupei se numește Revolver (scris pe coperta de pe album rEVOLVEr), le-a adus un contract cu una din cele mai importante case de discuri pentru formații de Rock și Metal, Century Media. Albumul a fost lansat în octombrie 2004 și a fost numit astfel pentru a arăta și sublinia evoluția muzicii și talentului lor, dar și maturizarea ca trupă ca și artiști, oameni și trupa ca întreg. Revolver a avut parte de un val de critici, susținere din partea fanilor și de o difuzare foarte bună, iar trupa a concertat și mai mult în jurul lumii pentru a-și promova albumul și totul a culminat cu o apariție la Ozzfest în 2005, pe scena secundă. La 2 februarie 2005 Marco Aro și-a făcut ultima apariție cu The Haunted dar numai ca invitat special. Show-ul a avut loc în Stockholm, Suedia. În 2006 trupa a participat la turneul Extreme The Dojo vol.15 împreuna cu Exodus și Nile, în timp ce Edge of Spirit a cântat în deschidere.

### The Dead Eye (2006 – 2007)
Al cincilea album The Haunted, The Dead Eye a fost lansat pe 30 octombrie 2006 în Europa și s-a bucurat de un mare succes, fiind mai tehnic și permițându-i lui Dolving să experimenteze cu un tip mai agresiv și mai sinistru de vocalize. A fost lansat în SUA pe 31 octombrie 2006. Ei au concertat cu Dark Tranquillity, Into Eternity în Europa și cu Scar Symmetry, în cadrul turneului din America de Nord Metal For The Masses. Ei au concertat în Europa în cadrul turneului Cursed Earth cu trupe precum  Wolf, Municipal Waste și Lyzanxia, pe urmă au făcut o pauză, numai ca să se întoarcă să mai cânte în câteva show-uri în Rusia.

### Versus (2008 – prezent)
Versus este cel de al șaselea album al formației suedeze de Heavy Metal, The Haunted și a fost lansat la 17 septembrie în Suedia, 19-24 septembrie în restul Europei, iar la 14 octombrie în SUA. Ei susțin trupa Slayer printr-o serie de concerte, în cadrul turneului lor din august 2010. Dolving a precizat că au scris ceva material nou și lucrează la un DVD, lansat pe 8 iunie în America de Nord. Trupa este programată să-și înregistreze noul album pe 18 octombrie.
În 2010, trupa a confirmat că ia parte la înregistrarea coloanei sonore a remake-ului jocului Splatterhouse al firmei Namco Bandai Games.

### Road Kill și Unseen (2010 - prezent)
În aprilie 2010 trupa a lansat cel de-al doilea album live și primul DVD Road Kill.
La 30 decembrie 2010 trupa a anunțat că numele final al următorului album va fi Unseen și este programat pentru lansare în martie 2011.
Primul ochi aruncat în album a luat loc la 22 ianuarie, când trupa a cântat melodia „No Ghost” la „P3 Guld Gala”, care a fost transmisă live la TV și la radio în toată Suedia.
Pe 29 februarie 2012, Peter Dolving a renunțat la trupă din nou.

## Membri
Current members
- Patrik Jensen – chitară ritmică (1996–prezent)
- Jonas Björler – bas (1996–prezent)
- Adrian Erlandsson – baterie (1996–1999, 2013–prezent)
- Marco Aro – vocal (1999–2003, 2013–prezent)
- Ola Englund – chitară (2013–prezent)

Foști membri
- John Zwetsloot – chitare (1996)
- Peter Dolving – vocal (1996–1998, 2003–2012)
- Anders Björler – chitară (1996–2001, 2002–2012)
- Per Möller Jensen – baterie (1999–2012)

## Discografie

### Albume de studio
- The Haunted (1998)
- Made Me Do It (2000)
- One Kill Wonder (2003)
- Revolver (2004)
- The Dead Eye (2006)
- Versus (2008)
- Unseen (2011)

### Albume live
- Live Rounds In Tokyo (2001)
- Road Kill (2010)

### Albume conpilatie
- Warning Shots (2009)

### EP - uri
- Tsunami Benefit (2005)

## Videografie

### Albume video
- Caught on Tape (2002)
- Road Kill (2010)

### Videoclipuri
- "Bury Your Dead" (2000), de pe Caught on Tape
- "D.O.A." (2003), Regizat de Pete Bridgewater
- "All Against All" (2004), Regizat de Roger Johansson
- "No Compromise" (2005), Regizat de Roger Johansson
- "The Flood" (2006) Regizat de Roger Johansson
- "The Drowning" (2007), Regizat de Anders Björler
- "Moronic Colossus" (2008), Editat de Anders Björler
- "Trenches" (2008), Regizat de Daniel Larsson (angajat in 2009)